# John Peters (aviatore)
John Peters (Londra, 1961) è un aviatore e scrittore britannico, ex pilota della Royal Air Force rimasto prigioniero dalla Guardia repubblicana irachena durante la prima guerra del Golfo.

## Biografia
John Peters nasce a Londra nel 1961 da Brian e Carol Peters.
Si iscrive al Churcher's College di Petersfield, Hampshire, che lascerà nel 1980 per frequentare l'University of Manchester Institute of Science and Technology. Si laurea in tecnologia delle costruzioni nel 1983 presso l'Università di Manchester. Nel 1978 ha avuto la sua licenza di pilota.
Durante l'università si è arruolato volontario dal 1980 nella Royal Air Force all'età di 19 anni, che dopo la sua formazione di base viene assegnato presso la RAF Chivenor di Braunton e la RAF Lossiemouth di Moray. Nel 1987 è diventato pilota e nel 1988, con il grado di tenente di squadriglia (capitano; OF-2), viene inviato con la 15ª Squadriglia RAF sulla base aerea di Laarbruch di Germania.
Nel 1990, all'età di 29 anni, viene inviato nella base aerea di Al Muharraq di Bahrain per partecipare alla guerra del Golfo.

## Operazione Granby e prigionia
Il 17 gennaio 1991, con l'avvio dell'Operazione Tempesta nel Deserto, i tenenti di squadriglia Peters (pilota) e John Nichol (navigatore) decollarono a bordo del loro cacciabombardiere Tornado del 15ª Squadriglia RAF con altri velivoli alleati per la prima missione che li vedeva impiegati nello spazio aereo controllato dalla Guardia repubblicana irachena.
La missione della squadriglia nell'ambito dell'operazione Granby era attaccare la base aerea di Ar Rumaylah nell'Iraq meridionale difeso dall'artiglieria contraerea. Nel corso del raid aereo alla luce del giorno, il Tornado con a bordo Peters e Nichol fu colpito da un missile terra-aria Strela-3 ed entrambi i piloti dovettero sganciarsi con il seggiolino eiettabile. 
Poche ore dopo il paracadutismo entrambi gli aviatori vennero catturati dalle truppe irachene di Saddam Hussein e imprigionati nel carcere di Abu Ghraib come prigionieri di guerra.
Il 20 gennaio la televisione irachena riuscì a filmare una testimonianza di Peters. Nel video il pilota appariva con il volto visibilmente deturpato e con ancora indosso la sua uniforme della RAF, il che suggeriva la conferma di un trattamento brutale. Le immagini dei due piloti britannici divennero un drammatico simbolo della propaganda politica irachena durante la guerra, tant'è che ha suscitato indignazione dall'opinione pubblica e dalla stampa britannica, arrivando anche ad accusare l'Iraq per aver utilizzato questi soggetti come scudi umani. Nel corso della prigionia Peters ha ricevuto circa 15000 lettere dai suoi sostenitori.
I due piloti furono sottoposti a brutali torture fisiche e psicologiche per 47 giorni, per poi essere rilasciati e affidati alla Croce Rossa il 4 marzo in conseguenza della vittoria da parte della coalizione anglo-americana contro l'Iraq.

## Post-prigionia e carriera successiva
Tornato in Inghilterra dopo la prigionia, nel 1993 Peters si trasferisce a Leicestershire per diventare istruttore presso la RAF Cottesmore. 
Nel 1997 viene promosso comandante di squadriglia (maggiore; OF-3) e, trasferito in Turchia, lascia la Royal Air Force nel 2000 dopo 20 anni di servizio.
Nel 1992 ha pubblicato, con il navigatore John Nichol, il suo libro Tornado Down, basato sulla loro esperienza in Iraq come prigionieri di guerra. Dal 2009 lavora come speaker motivazionale, spesso in molte scuole di management e in alcune università. È anche un professionista del Myers-Briggs Type Indicator.

## Vita personale
Vive nel Worcestershire con la moglie Helen, da cui ha avuto due figli, Guy (nato nel 1989) e Toni (nato nel 1990).

## Opere
- Tornado Down (1992)